# Qiubei

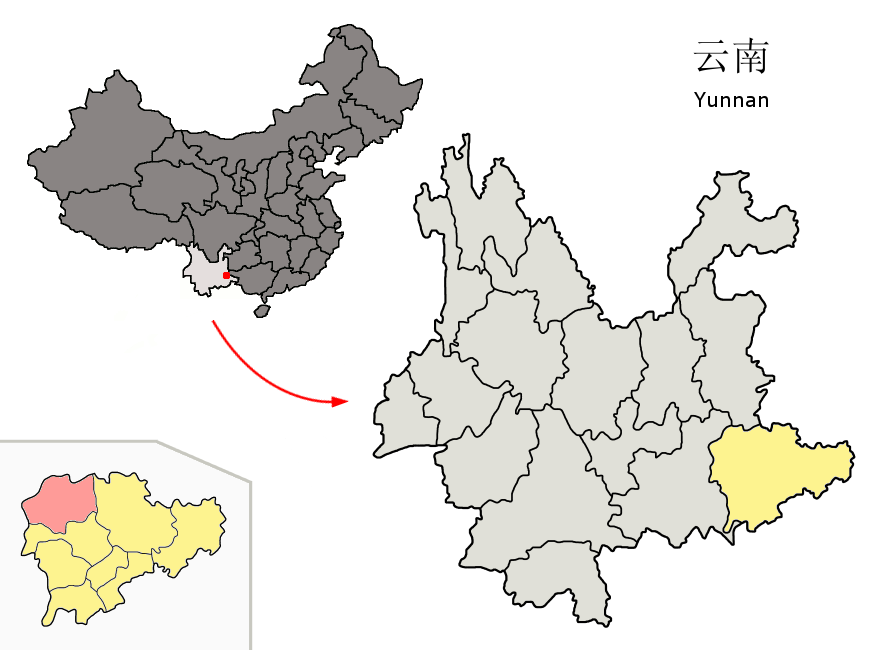
Lage des Kreises Qiubei (rosa) in der bezirksfreien Stadt Wenshan (gelb)

Der Kreis Qiubei (chinesisch 丘北县, Pinyin Qiūběi Xiàn) ist ein Kreis des Autonomen Bezirks Wenshan der Zhuang und Miao im Südosten der chinesischen Provinz Yunnan. Sein Hauptort ist die Großgemeinde Jinping (锦屏镇). Der Kreis Qiubei hat eine Fläche von 5.049 km² und zählt 468.172 Einwohner (Stand: Zensus 2020).
Seit 2021 verkehrt die Straßenbahn Wenshan in Qiubei.

## Administrative Gliederung
Auf Gemeindeebene setzt sich der Kreis aus drei Großgemeinden und neun Gemeinden (davon fünf der Yi) zusammen. Diese sind (chin.):
- Großgemeinde Jinping 锦屏镇
- Großgemeinde Yuezhe 曰者镇
- Großgemeinde Shuanglonggong 双龙营镇

- Gemeinde Badaoshao der Yi 八道哨彝族乡
- Gemeinde Tianxing 天星乡
- Gemeinde Pingzhai 平寨乡
- Gemeinde Shupi der Yi 树皮彝族乡
- Gemeinde Nijiao der Yi 腻脚彝族乡
- Gemeinde Xindian der Yi 新店彝族乡
- Gemeinde Shede der Yi 舍得彝族乡
- Gemeinde Guanzhai 官寨乡
- Gemeinde Wenliu 温浏乡